# Natural Color System

El model NCS de color es basa en tres parells de colors elementals oposats (blanc-negre, verd-vermell, i groc-blau).

El Natural Color System (NCS) és un model de color perceptual publicat per l'Institut Escandinau del Color (Skandinaviska Färginstitutet AB) d'Estocolm (Suècia). Es basa en l'oposició visual de colors proposada per Ewald Hering. El sistema se sol fer servir per a fer correspondre colors a partir de targetes de referència, més que no pas barrejant colors.